# Meymeh
Meymeh (persiska: میمه) är en ort i Iran.   Den ligger i provinsen Esfahan, i den centrala delen av landet, 250 km söder om huvudstaden Teheran. Meymeh ligger 2 005 meter över havet och antalet invånare är 5 733.
Terrängen runt Meymeh är platt österut, men västerut är den kuperad. Runt Meymeh är det ganska glesbefolkat, med 38 invånare per kvadratkilometer. Meymeh är det största samhället i trakten. Trakten runt Meymeh består i huvudsak av gräsmarker.